# Gran Premi del Brasil del 1980
Resultats del Gran Premi de Brasil de Fórmula 1 de la temporada 1980, disputat al circuit de Interlagos, el 27 de gener del 1980.

## Resultats
| Pos | No | Pilot                 | Equip             | Voltes | Temps/ Retirada | Pos. de sortida | Punts |
| --- | -- | --------------------- | ----------------- | ------ | --------------- | --------------- | ----- |
| 1   | 16 | René Arnoux           | Renault           | 40     | 1h 40' 01. 33   | 6               | 9     |
| 2   | 12 | Elio de Angelis       | Lotus - Ford      | 40     | + 21.86 s       | 7               | 6     |
| 3   | 27 | Alan Jones            | Williams - Ford   | 40     | + 1' 06.11 min. | 10              | 4     |
| 4   | 25 | Didier Pironi         | Ligier - Ford     | 40     | + 1' 40.13 min. | 2               | 3     |
| 5   | 8  | Alain Prost           | McLaren - Ford    | 40     | + 2' 25.41 s    | 13              | 2     |
| 6   | 29 | Riccardo Patrese      | Arrows - Ford     | 39     | + 1 Volta       | 14              | 1     |
| 7   | 9  | Marc Surer            | ATS - Ford        | 39     | + 1 Volta       | 20              |       |
| 8   | 6  | Ricardo Zunino        | Brabham - Ford    | 39     | + 1 Volta       | 18              |       |
| 9   | 21 | Keke Rosberg          | Fittipaldi - Ford | 39     | + 1 Volta       | 15              |       |
| 10  | 30 | Jochen Mass           | Arrows - Ford     | 39     | + 1 Volta       | 16              |       |
| 11  | 7  | John Watson           | McLaren - Ford    | 39     | + 1 Volta       | 23              |       |
| 12  | 3  | Jean Pierre Jarier    | Tyrrell - Ford    | 39     | + 1 Volta       | 22              |       |
| 13  | 23 | Bruno Giacomelli      | Alfa Romeo        | 39     | + 1 Volta       | 17              |       |
| 14  | 4  | Derek Daly            | Tyrrell - Ford    | 38     | + 2 Voltes      | 24              |       |
| 15  | 20 | Emerson Fittipaldi    | Fittipaldi - Ford | 38     | + 2 Voltes      | 19              |       |
| 16  | 2  | Gilles Villeneuve     | Ferrari           | 36     | Accelerador     | 3               |       |
| Ret | 22 | Patrick Depailler     | Alfa Romeo        | 33     | P. Elèctrica    | 21              |       |
| Ret | 15 | Jean Pierre Jabouille | Renault           | 25     | Turbo           | 1               |       |
| Ret | 5  | Nelson Piquet         | Brabham - Ford    | 14     | Suspensions     | 9               |       |
| Ret | 26 | Jacques Laffite       | Ligier - Ford     | 13     | P. Elèctrica    | 5               |       |
| Ret | 14 | Clay Regazzoni        | Ensign - Ford     | 13     | Motor           | 12              |       |
| Ret | 1  | Jody Scheckter        | Ferrari           | 10     | Motor           | 8               |       |
| Ret | 11 | Mario Andretti        | Lotus - Ford      | 1      | Virolla         | 4               |       |
| Ret | 28 | Carlos Reutemann      | Williams - Ford   | 1      | Palier          | 11              |       |
| NVQ | 10 | Jan Lammers           | ATS - Ford        |        |                 |                 |       |
| NVQ | 18 | Dave Kennedy          | Shadow - Ford     |        |                 |                 |       |
| NVQ | 17 | Stefan Johansson      | Shadow - Ford     |        |                 |                 |       |
| NVQ | 31 | Eddie Cheever         | Osella - Ford     |        |                 |                 |       |

## Altres
- Pole: Jean Pierre Jabouille 2' 21. 40

- Volta ràpida: René Arnoux 2' 27. 31 (a la volta 22)